# 千代田 (千代田区)
千代田（ちよだ）は、東京都千代田区の町名。全域で住居表示を実施している。

## 地理
千代田区の中央に位置する。丁目の設定はなく、全域が千代田1番街区である。おもな施設の住所は、宮内庁庁舎を含む皇居が1番1号、宮内庁病院が1番2号、皇宮警察本部が1番3号である。
皇居の所在地であることから本籍として人気が高い住所になっており、2025年時点で約3千人がこの地に本籍を置いている。
1967年（昭和42年）4月1日の住居表示実施に伴い、それまでの千代田区一番（皇居）全域が新町名の「千代田」となった。皇居と皇居東御苑、これらを囲む濠が町域の全てを占める。

### 橋
- 北桔橋
- 平川橋
- 二重橋
- 西桔橋

### 濠
- 大手濠
- 蛤濠
- 桜田濠
- 二重橋濠
- 半蔵濠
- 平川濠

### 門
- 大手門
- 北桔橋門
- 皇居正門
- 半蔵門
- 平川門

## 歴史

### 沿革
- 1967年（昭和42年）4月1日 - 住居表示を実施し、千代田が新設された[10]。

### 地名の由来
江戸城の別名である「千代田城」に由来する。
「千代田」とは、未来永劫を意味する「千代」と、田地を意味する「田」を合わせた造語で、「いつまでも栄える地であるように」という意味が込められている。近世以降江戸城を中心にこの地が発展したことから、別名「千代田城」と呼ばれていた。

### 町名の変遷
| 実施後 | 実施年月日   | 実施前                 |
| ------ | ------------ | ---------------------- |
| 千代田 | 1967年4月1日 | 千代田区一番（皇居内） |

## 世帯数と人口
2025年（令和7年）3月1日現在（千代田区発表）の世帯数と人口は以下の通りである。全員が皇宮警察学校の皇宮護衛官（正しくは候補生）。天皇・皇族は住民登録の対象になっていない。。
- 世帯数 : 45世帯
- 人口 : 45人

## 事業所
2021年（令和3年）現在の経済センサス調査による事業所数と従業員数は以下の通りである。
- 事業所数 : 12事業所
- 従業員数 : 1,485人

## 施設

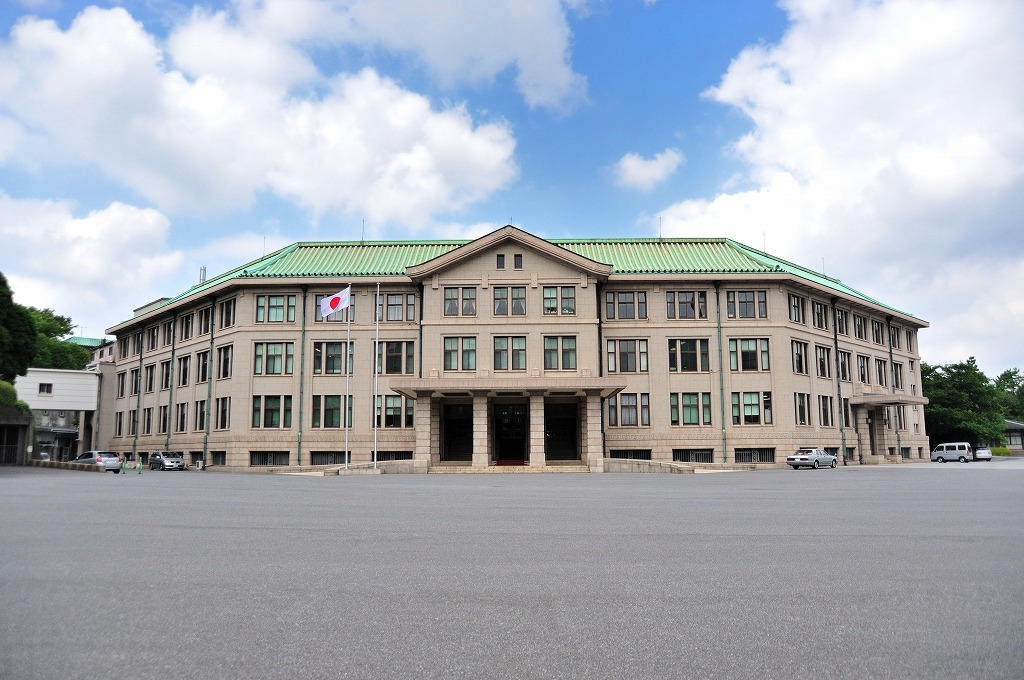
宮内庁庁舎

### 機関
- 宮内庁
- 皇宮警察本部
  - 皇宮警察学校

### 庭園
- 皇居東御苑

## その他

### 日本郵便
- 郵便番号 : 100-0001[4]（集配局 : 銀座郵便局[12]）。